# Charlotte Stewart
Charlotte Stewart (nacida el 27 de febrero de 1941 en Yuba City, California) es una actriz de cine y televisión estadounidense.
Es conocida por su papel como la maestra 'Miss Beadle' en Little House on the Prairie y por su trabajo con David Lynch.

## Filmografía
| Año  | Película                                          | Papel                  | Otras notas |
| ---- | ------------------------------------------------- | ---------------------- | --- |
| 2010 | Mayfly                                            | Barbara                | |
| 2007 | The Inner Circle                                  | Hermana Angeline       | |
| 2007 | The Office: The Return                            | Mujer en Staples       | |
| 2005 | Cold Case: A Perfect Day                          | Cindy Balducci         | |
| 2001 | Temblores 3                                       | Nancy Sterngood        | Directamente a vídeo |
| 2000 | Puppy Love                                        | Edna Luster            | |
| 1999 | Desert Son                                        | Audrey                 | |
| 1998 | Slums of Beverly Hills                            | Landlady               | |
| 1994 | Dark Angel: The Ascent                            | Madre Teresa           | |
| 1992 | Twin Peaks: Fire Walk with Me                     | Betty Briggs           | Escenas eliminadas |
| 1990 | Twin Peaks                                        | Betty Briggs           | Televisión |
| 1990 | Tremors                                           | Nancy Sterngood        | |
| 1989 | Viaje al centro de la Tierra                      | Madre                  | |
| 1987 | Warm Hearts, Cold Feet                            | Enfermera #1           | |
| 1985 | UFOria                                            | Novia del Hermano Roy  | |
| 1984 | Irreconcilable Differences                        | Sally                  | |
| 1982 | Human Highway                                     | Charlotte Goodnight    | |
| 1981 | Buddy Buddy                                       | Enfermera              | |
| 1981 | The Princess and the Cabbie                       | Enfermera              | Televisión |
| 1981 | Bitter Harvest                                    | Sra. Lazlo             | Televisión |
| 1978 | Mother, Juggs & Speed                             | Iris                   | Televisión |
| 1977 | Murder in Peyton Place                            | Denise Haley           | Televisión |
| 1977 | Eraserhead                                        | Mary X                 | |
| 1977 | Secretos                                          | Phyllis Turner         | Televisión |
| 1975 | The Nurse Killer                                  | Suzie                  | Televisión |
| 1975 | The Impostor                                      | Jean Durham            | Televisión |
| 1974 | Gunsmoke                                          | Miss Merkle            | Serie de televisión |
| 1974 | Little House on the Prairie                       | Eva Beadle Simms       | Serie de televisión Temporadas 1-4                                                                                              |
| 1973 | The Young and the Restless                        | Tamara                 | Serie de televisión |
| 1972 | The Waltons                                       | Ruth                   | Episodio piloto, "The Foundling." Interpreta a la madre de una chica sorda, Holly, que es abandonada al cuidado de los Waltons. |
| 1971 | Bonanza: "El Grand Swing"                         |                        | |
| 1970 | The Cheyenne Social Club                          | Mae                    | |
| 1969 | Bonanza: "El Acosador"                            | Lisa Campbell          | |
| 1969 | Then came Bronson - A Famine Where Abundance Lies | Lori                   | Bajo el nombre Charlotte Stewart                                                                                                |
| 1968 | Speedway                                          | Lori                   | Bajo el nombre Charlotte Considine                                                                                              |
| 1968 | They Painted Daisies On His Coffin                | Ann                    | Bajo el nombre Charlotte Considine                                                                                              |
| 1968 | Lyle's Kid                                        | Iris                   | Bajo el nombreCharlotte Considine                                                                                               |
| 1967 | Doctor, You've Got to Be Kidding                  | Miss Reynolds          | Under the name Charlotte Considine                                                                                              |
| 1967 | The Girl with the Hungry Eyes                     | Las chicas             | |
| 1965 | The Slender Thread                                | Operadora de telefonía | |
| 1961 | V.D.                                              | Judy Jackson           | La película también se llama "Damaged Goods"                                                                                    |
| 1961 | My Three Sons                                     | Agnes Finley           | Conoció a su futuro marido Tim Considine                                                                                        |
| 1961 | Bachelor Father                                   | Maybelle               | |